# Bento Mântua
Bento Mântua (Luanda, 26 de Setembro de 1878 — Lisboa, 18 de Dezembro de 1932) foi um dramaturgo e escritor português e o 10.º presidente do Sport Lisboa e Benfica (1917-1926).

## Biografia
Com mais de nove anos de exercício de funções, é o segundo presidente com maior consulado na história do Sport Lisboa e Benfica, logo após Luís Filipe Vieira. O lançamento e conclusão do projeto Campo das Amoreiras, inaugurado em 6 de Dezembro de 1925, constituiu o marco mais importante dos seus mandatos e correspondeu, também, ao momento mais relevante e entusiástico vivido pelo clube até então.
A Bento Mântua, além de uma abnegada ação benemérita a favor do clube, particularmente nas obras das Amoreiras, ficou a dever-se, em 10 de Setembro de 1918, a realização do primeiro jogo noturno de futebol, no campo da Avenida Gomes Pereira, o incentivo ao primeiro campeonato de hóquei em patins, onde chegou a oferecer os prémios, e a organização do torneio anual de atletismo interclubes, único que se realizou durante a Grande Guerra.
À semelhança de Félix Bermudes, Bento Mântua foi um homem de cultura, destacando-se como dramaturgo e escritor dramático. Há quem considere Bento Mântua um dos criadores do teatro regionalista. Colaborou na publicação periódica "Atlântida" (1915-1920) e, também, no semanário "Azulejos" (1907-1909).

## Obras
- Novo altar: peça em 1 acto em verso: representada pela 1a. vez no Teatro Apolo de Lisboa, em 31 de Julho de 1905;
- Má sina: peça em 3 actos: representada no Teatro Nacional Almeida Garrett em 11 de Abril de 1908;
- O álcool: peça em um acto;
- A morte: peça em 1 acto; Ordinário... marche!: peça em 3 actos (1915);
- O fado: episódio em 1 acto: representado pela primeira vez na festa artística do actor Henrique Alves, no Teatro de S. Carlos em 15 de Março de 1915;
- Theatro (1913);
- Freira: episódio dramático em 1 acto (1916);
- O crime da avenida 33: peça em 4 actos / Bento Mantua, Barreto da Cruz (1918);
- O cêrco de Tanger: drama historico em 5 actos / Bento Mântua, António Sacramento Junior (1923);
- Quem me dera ver: diálogo em verso (1932);
- Daqui a 30 anos: futura cena de família: comédia em 1 acto (1932).

### Futebol - 4 Títulos na 1ª Categoria
- 2 Campeonatos de Lisboa (1917/1918 e 1919/1920))
- 2 Taças de Honra (1919/1920 e 1921/1922)